# 草房駅
草房駅（そうぼうえき）は北京市朝陽区に位置する北京地下鉄6号線の駅である。2012年12月30日に開業した。

## 歴史
- 2012年12月30日 - 北京地下鉄6号線が開業。[1]

## 駅構造

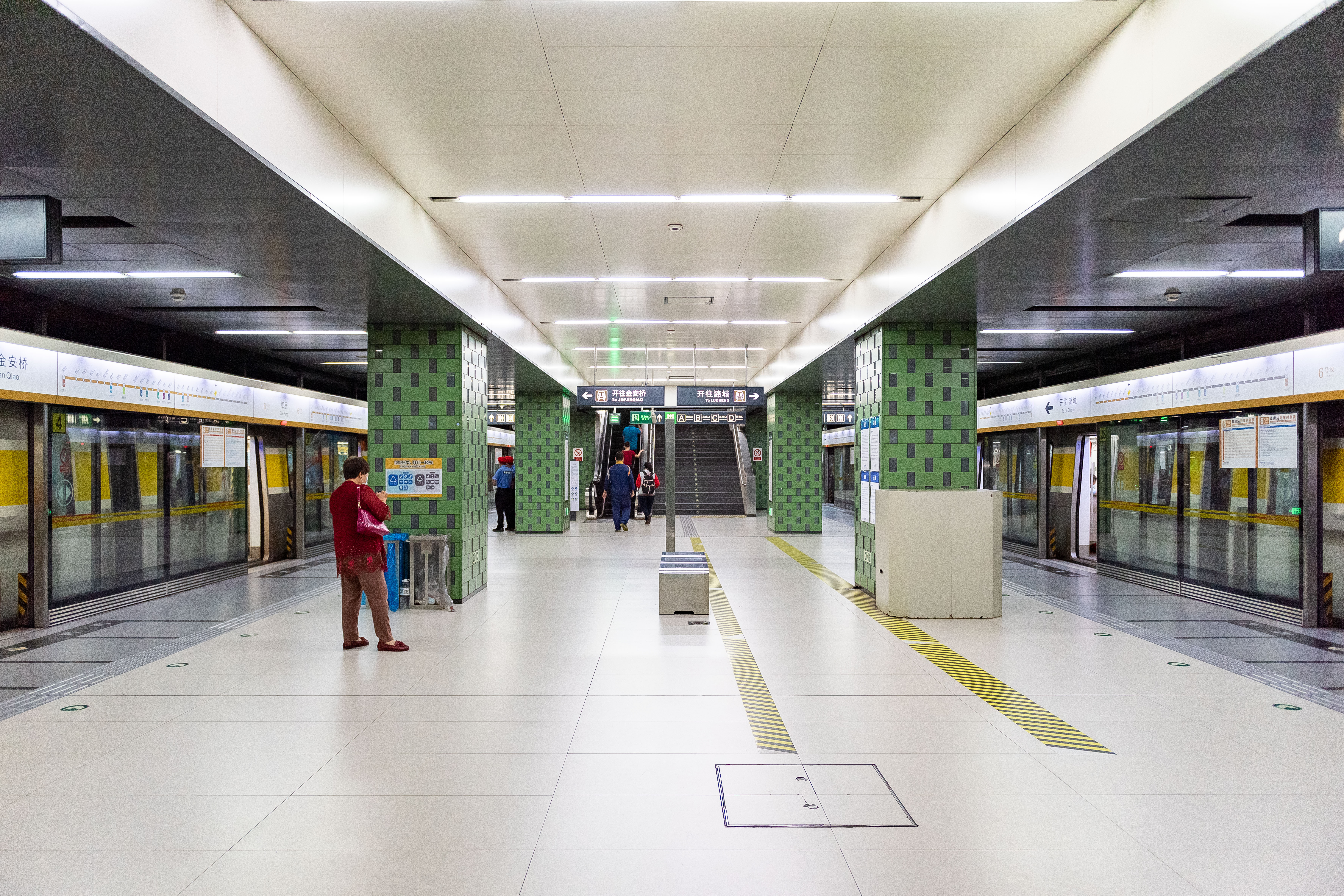
ホーム

島式ホーム1面2線の地下駅。

## 隣の駅
北京地下鉄
■6号線
常営駅 - 草房駅 - 物資学院路駅